# Magyar őrgrófi családok listája
Magyar őrgrófi családok listája A-tól Z-ig.

## A, Á
- Abdua † – (Abdua József őrgróf; I. Lipót magyar királytól magyar indigenátust nyert, 1682. november 2.)[1]

## B
- Balassỹ – (Hétesi család: Balássy András, Gergely, Benedek és Ádám I. Lipót magyar király, 1699. november 6 -án)[2]„…királyi jogunk alapján kiadott kegyes adománylevél erejével, örökjogal és visszavonhatatlanul…”. Az Újszerzeményi Bizottság kezdeményezésére.
- Badeni † – (Badeni Hermann és Lajos őrgróf; I. Lipót magyar királytól magyar indigenátust nyert, 1681)[3]
- Barzizius (dobaczi) † – (János milánói őrgróf; I. Lipót magyar királytól magyar indigenátust nyert, 1695. július 18.)[4])
- Boza † – (Boza Angelus és Sándor őrgróf; II. Ferdinánd magyar királytól magyar indigenátust nyert, 1635. június 30.)[5]

## C
- Carminalis † – (Carminalis őrgróf; I. Lipót magyar királytól magyar indigenátust nyert, 1685. május 20.)[6]
- Coretto † – (Coretto őrgróf; IV. Ferdinánd magyar királytól magyar indigenátust nyert, 1647. (155. t.-cz.)[7]
- Csáky-Pallavicini (kőrösszegi és adorjáni) – (A néhai Pallavicini Roger őrgróf által örökbefogadott Csáky Zsigmond és Hippolit grófok 1876. április 8-án I. Ferenc József magyar királytól engedélyt nyertek a „Csáky-Pallavicini” kettős név és az őrgrófi cím és címer viselésére)[8]

## D
- Dlerici † – (Dlerici Antal őrgróf; Mária Terézia magyar királynőtől magyar indigenátust nyert, 1758. december 26.).[9]
- Doria † – (Doria János őrgróf; I. Lipót magyar királytól magyar indigenátust nyert, 1687. (28. t.-cz.)[7]

## E
- Erba-Odescalchi † – (Erba-Odescalchi Sándor őrgróf; I. Ferenc magyar királytól magyar indigenátust nyert, 1831. április 8.)[10]

## F
- Foschéri (de Roboreti) † – (Foschéri Hannibal és fiai Guido, Károly és Zsigmond őrgrófok, magyar indigenátust nyertek; I. Lipót magyar királytól, 1681. november 14.)[11]

## G
- Grilli † – (Grilli Antal és Ferenc őrgrófok; I. Ferenc József magyar királytól magyar indigenátust nyertek, (1867/28. t.-cz.)[12]

## M
- Manfredini † – (Manfredini Frigyes őrgróf; II. József magyar királytól magyar indigenátust nyert, 1790. december 17.)[13]

## P
- Pallavicini – (Pallavicini Ede őrgróf; I. Ferenc magyar királytól magyar indigenátust nyert, 1803. január 28.)[14]
- Pierizzy † – (Pierizzy János, fia őrgrófok; I. Lipót magyar királytól magyar indigenátust nyertek, 1689. november 4.)[15]
- Poleni † – (Poleni Jakab őrgróf; I. Lipót magyar királytól magyar indigenátust nyert, 1685. június 30.)[16]

## R
- Recalcatus † – (Recalcatus Ferenc, Gábor, Antal és Károly őrgrófok; I. Lipót magyar királytól magyar indigenátust nyert, 1681. november 6.)[17]
- Rodeschino † – (Rodeschino Mihály őrgróf; I. Lipót magyar királytól magyar indigenátust nyert, 1697. március 14.)[18]

## S, Sz
- Sylua † – (Sylua Alberik őrgróf; I. Lipót magyar királytól magyar indigenátust nyert, 1696. szeptember 16.)[19]

## T
- Tertzi † – (Tertzi Alajos őrgróf; I. Lipót magyar királytól magyar indigenátust nyert, 1684. szeptember 10.)[20]

## V
- Verzonis † – (Verzonis Bertalan őrgróf, és leánya; I. Lipót magyar királytól magyar indigenátust nyertek, 1685. augusztus 12.)[21]